# Rzeka Marcinkowska
Rzeka Marcinkowska – potok, prawy dopływ Opatówki o długości 9,54 km. 
Potok płynie przez Wyżynę Opatowską. Jego źródło znajduje się we wsi Modliborzyce, na wysokości 303 m n.p.m., ok. 8 km na zachód od Opatowa. Przepływa przez miejscowości Jurkowice i Marcinkowice, a do Opatówki uchodzi w Opatowie w okolicach skrzyżowania dróg krajowej nr 74 i wojewódzkiej nr 757, na wysokości 215 m n.p.m.